# Tipula (Pterelachisus) ignoscens
Tipula (Pterelachisus) ignoscens is een tweevleugelige uit de familie langpootmuggen (Tipulidae). De soort komt voor in het Palearctisch gebied.